# Виконт Бирстед

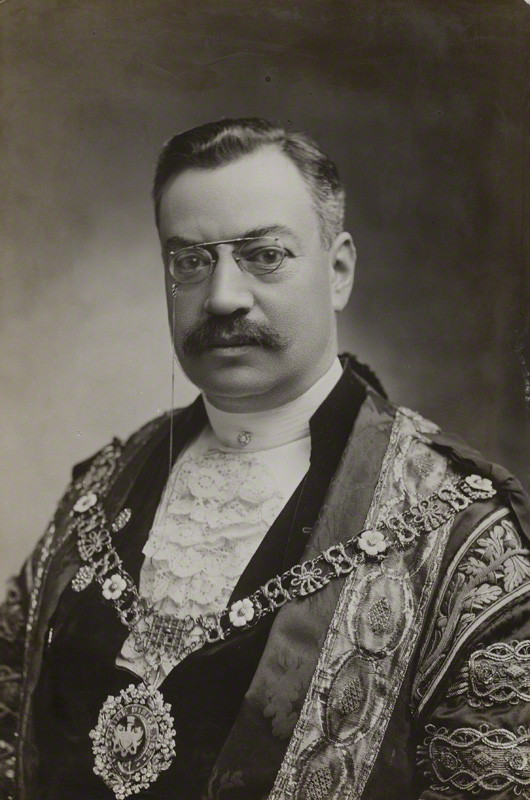
Маркус Сэмюэл, 1-й виконт Бирстед (1853—1927)

Виконт Бирстед из Мейдстона в графстве Кент — наследственный титул в системе Пэрства Соединённого королевства. Он был создан 16 июня 1925 года для британского предпринимателя Маркуса Сэмюэла, 1-го барона Бирстеда (1853—1927), одного из основателей компании Shell Transport and Trading Company. Он уже получил титулы баронета (Баронетство Соединённого королевства) 26 августа 1903 года и барона Бирстеда из Мейдстона в графстве Кент (Пэрство Соединённого королевства) 15 июня 1921 года. Титул передавался от отца к старшему сыну до смерти в 1986 году Маркуса Ричарда Сэмюэла, 3-го виконта Бирстеда (1909—1986), внука 1-го виконта. Ему наследовал его младший брат, Питер Монтефиоре Сэмюэл, 4-й виконт Бирстед (1911—1996).
По состоянию на 2025 год носителем титула являлся его сын, Николас Алан Сэмюэл, 5-й виконт Бирстед (род. 1950), который сменил своего отца в 1996 году. Он проживает в Фарли Холл в графстве Беркшир.

## Виконты Бирстед (1925)
- 1925—1927: Маркус Сэмюэл, 1-й виконт Бирстед (5 ноября 1853 — 17 января 1927), сын Маркуса Сэмюэла (1799—1872);
- 1927—1948: Полковник Уолтер Хорас Сэмюэл, 2-й виконт Бирстед (13 марта 1882 — 8 ноября 1948), старший сын предыдущего;
- 1948—1986: Майор Маркус Ричард Сэмюэл, 3-й виконт Бирстед (1 июня 1909 — 15 октября 1986), старший сын предыдущего;
- 1986—1996: Майор Питер Монтефиоре Сэмюэл, 4-й виконт Бирстед (9 декабря 1911 — 19 июня 1996), младший брат предыдущего;
- 1996 — настоящее время: Николас Алан Сэмюэл, 5-й виконт Бирстед (род. 22 января 1950), старший сын предыдущего;
  - Наследник: достопочтенный Гарри Ричард Сэмюэл (род. 23 мая 1988), единственный сын предыдущего.